# Goiânia
Goiânia est la capitale et la plus grande ville de l'État brésilien de Goiás.
Elle est fondée en 1933 et remplace à partir de 1937 la ville de Goiás comme capitale de l'État. Sa population au recensement de 2010 s'élevait à 1 302 001 habitants, et était de 1 430 697 habitants en 2015 selon l'estimation de l'Institut brésilien de géographie et statistique. La commune s'étend sur 739,5 km². L'altitude à son centre est de 749 mètres.
La région métropolitaine de Goiânia a plus ou moins 2 063 744 habitants, ce qui en fait la deuxième ville de la région Centre-ouest, derrière Brasilia, par la population.
Goiânia constitue avec la Capitale Fédérale un axe dit « axe Goiânia-Brasília »[réf. nécessaire], qui représente une des plus grosses concentrations de population du pays avec plus de six millions d'habitants sur une zone étroite et allongée de 200 km d'extension, formant ainsi la troisième concentration de population du Brésil.

## Histoire

### Accident nucléaire
L'accident nucléaire de Goiânia s'est produit en 1987 et a fait quatre morts et plus de mille personnes affectées,.

## Culture
L'Académie Goianiense des lettres (Academia Goianiense de Letras), qui a pour président Emídio Brasileiro, représente les principaux auteurs goianienses.
Le groupe de musique de power metal baroque en espéranto, BaRok' Projekto, a été fondé par les deux guitaristes Rafael Milhomem et Rafael Muniz, originaires de Goiânia.

### À voir
- Palácio das Esmeraldas
- Torre do Relógio
- Teatro de Goiânia
- Zoo
- Bosque dos Buritis
- Parque Vaca Brava
- Museu Estadual Professor Zoroastro Artiaga
- Museu Antropológico da Universidade Federal de Goiás
- Museu Pedro Ludovico Teixeira
- Museu de Arte Contemporânea
- Monumento às Três Raças
- Monumento ao Bandeirante

### Centres culturels
- Centro de Cultura e Convenções
- Centro Cultural Gustav Ritter
- Centro Cultural Marietta Teles
  - Cine Cultura
  - Galeria Frei Confaloni
  - Galeria de Arte Primitivista - Sebastião dos Reis
  - Gibiteca
  - Biblioteca Pio Vargas
- Centro Cultural Martim Cererê
- Centro Livre de artes CLA
- Casa das Artes
- Centro Municipal de Cultura Goiânia Ouro
- Escola de artes Veiga Valle
- CEP em artes Baseileu França
- Centro Cultural Octo Marques

## Sport
La ville dispose de plusieurs installations sportives, comme le circuit de l'Autódromo Internacional Ayrton Senna (Goiânia), ou encore les stades de football du Stade Antonio Accioly, du Stade Hailé Pinheiro, du Stade olympique Pedro Ludovico Teixeira, du Stade Onésio Brasileiro Alvarenga ou encore du Stade Serra-Dourada.
Tous ces stades accueillent les différentes équipes de football de la ville: 
- Atlético Clube Goianiense
- Goiânia Esporte Clube
- Goiás Esporte Clube
- Vila Nova Futebol Clube

## Personnalités liées à Goiânia
- Túlio Maravilha (né en 1969), footballeur brésilien.
- Fernandão (1978-2014), footballeur brésilien, champion du monde
- Carlos Jayme (né en 1980), nageur brésilien.
- Bruno & Marrone , duo de music sertenjo